# Coenagrion terue
Coenagrion terue – gatunek ważki z rodziny łątkowatych (Coenagrionidae). Jest endemitem Japonii, występuje na Hokkaido i w północnej części Honsiu.